# Zakumi The Animated Series
Zakumi The Animated Series (o sus siglas en inglés ZTAS, conocida en español como Zakumi La Serie Animada o simplemente Zakumi), es una serie animada de origen sudafricano-hongkonés creada por Andries Odeendal y dirigida por Alexander Wong (director de Jidou Studios). Se transmitió en distintos países del mundo entre junio y julio de 2010.
La serie se centra en Zakumi, quien, junto con sus amigos, busca ganar la Copa Nacional Junior para poder ingresar al "Campeonato Mundial Juvenil". Fue bien recibida por los fanáticos, obteniendo una puntuación de 7/10 en IMDb, y se popularizó por tener imágenes claras, incluso de los personajes.
La escasa información sobre la serie, así como su limitada disponibilidad, ha provocado que sea considerada material perdido (Lost Media).

## Argumento
La mascota sudafricana del Mundial, Zakumi, y sus amigos de la infancia, Des y Sonny, se entregan a su gran pasión: el fútbol. Con su equipo, los Speedster Twisters, recorren el país en minibús para clasificar en el Campeonato Mundial Juvenil. Durante su viaje, no solo disputan partidos importantes, sino que también viven numerosas aventuras.

## Personajes
Personajes Primarios
- Zakumi: Es un leopardo antropomórfico de 13 años que siempre es acompañado en sus aventuras futbolísticas por Des y Sonny. En cada capítulo, al terminar la primera parte, Zakumi se detiene a reflexionar y hablar con sus amigos cuando se encuentran discutiendo, para que dejen de pelear.
- Des: Es un buen compañero de Zakumi y Sonny, tiene 13 años, le gusta jugar al fútbol y sueña con ser un gran jugador profesional.
- Sonny: Es un niño pelirrojo de 12 años y es el mejor amigo de Zakumi y Des. Su frase característica es: "Yo quiero hacer un súper Sonny".
- Jodi: Es una niña de 13 años, la mejor amiga de Zakumi, Sonny y Des. Se la describe como una chica buena, solidaria y algo tímida.
- Pete: Es un chico de 13 años. Temerario en el campo, su principal preocupación es si un jugador rival podría lanzar el balón con demasiada fuerza.
- Kamal: Es un chico de 14 años, aficionado a los cálculos científicos. Utiliza su calculadora para resolver problemas matemáticos.
- Jin: Es un chico de 15 años. Se distingue por su cabello con forma de hongo y es uno de los mejores jugadores de su equipo.
- Thabo y Dingane: Son dos gemelos de 12 años que disfrutan jugando con Benny.
- Wikus: Es un chico obeso de 12 años. Le gusta el fútbol y comer comida basura.
- Benny: Hijo de la Señorita Dickinson. Es un niño de entre 9 y 10 años, torpe, alegre, travieso y juguetón.
- Señor Walter: Es un profesor de 32 años, quien enseña a los niños a practicar fútbol para ganar la copa.
- Señorita Dickinson: Es una exprofesora de 30 años. Se la describe como una persona amable, solidaria y atractiva. Además, es la encargada de asistir a los jugadores que resultan lastimados o heridos.
- Señor Gus: Es un villano que quiere destruir a los Speedster Twisters para que el otro equipo pueda ganar la Copa.

Personajes Secundarios
- El árbitro
- La abuela de Jodi
- El padre de Thabo y Dingane
- La madre de Pete
- El Gato del señor de la tienda (Spider)
- El esposo de la señorita Dickinson
- El pescador

## Temporadas y episodios
La serie consta de 1 temporada y 20 episodios en total. Sin embargo, en YouTube solo se encuentran 8 videos de los primeros episodios de la serie. Se rumorea que el canal comentó en el primer capítulo que publicaría los episodios faltantes y doblados de la serie en 2025.
| Temporada | Temporada | Episodios | Episodios | Emisión original    | Emisión original    |
| Temporada | Temporada | Episodios | Episodios | Primera emisión     | Última emisión      |
| --------- | --------- | --------- | --------- | ------------------- | ------------------- |
|           | 1         | 20        | 20        | 10 de junio de 2010 | 11 de julio de 2010 |

Primera Temporada
| Código de producción | Episodios                                                                       | Resumen | Fecha de emisión original | Fecha de emisión para Latinoamérica |
| -------------------- | ------------------------------------------------------------------------------- | --- | ------------------------- | ----------------------------------- |
| 001                  | The Captain El Capitán (LA/ES)                                                  | Cuando Zakumi y sus amigos están muy motivados por ganar contra un equipo rival, durante el partido en el estadio, Des se pone celoso al ver que Sonny es mejor que él. Zakumi les da una lección a ambos para que no peleen. | 12 de junio               | 18 de junio                         |
| 002                  | The Medic El médico (LA/ES)                                                     | Zakumi y sus amigos deben ir al hospital para verificar su hoja de salud y poder ir al parque de atracciones. El señor Gus intenta manipular la hoja de salud de Jin. Jin se siente incómodo de que su hoja de salud haya sido desclasificada, y la señorita Dickinson lo acompaña al hospital para obtener una nueva. | 12 de junio de 2010       | 18 de junio                         |
| 003                  | A Very Strange Day Un día muy extraño (LA/ES)                                   | Hoy es el cumpleaños de Benny. Él no suelta su globo, lo que le impide tomarse de la mano de sus amigos y provoca que tropiece o caiga. Zakumi y Jodi deciden solucionar el problema de Benny antes de que sea demasiado tarde. | 12 de junio               | 19 de junio                         |
| 004                  | A Winning Mentality Una mentalidad ganadora (LA/ES)                             | Mientras el autobús se dirige a la ciudad para jugar el partido, el señor Walter decide detenerse en una gasolinera para cargar combustible. En el grifo, Sonny agarra una bandera y se viste de superhéroe, lo que hace que Zakumi les tome fotos a "Súper Sonny" y Des. Un gasolinero observa a Sonny junto a una estatua. Luego, mientras se estacionaban, llega el esposo de la señora Dickinson. Todos decían que aparece el padre de Benny. La señorita Dickinson regaló unas zapatillas blancas a Benny. En el hotel, el señor Gus ingresaba desesperado golpeando al Sr. Walter y la Sra. Dickinson. El Sr. Gus también tomó fotos a Sonny con su atuendo (bandera de vestir). Llegaron al estadio, el esposo de Dickinson, muy enojado, decía que lo que Sonny estaba vestido era el uniforme de un equipo que iba a jugar el partido. Comenzó el partido, Sonny empezó a hacer lo peor en la primera parte, con tropezadas, caídas y golpes. A Benny también le pasó, ya que fue el culpable de iluminar su zapatilla con bastante luz solar. Zakumi decidió hacer un plan para terminar el problema. | 12 de junio               | 19 de junio                         |
| 005                  | Superstition La superstición (LA/ES)                                            | Pete le informa a Zakumi que la camiseta de Des se ha encogido. La culpa recae en Benny, quien no sabe cómo lavar una camiseta. Des se enfada al ver su camiseta número 9 encogida. Zakumi, Jodi y Benny se dirigen a una tienda de ropa y accesorios de fútbol. Después, un gato entra al autobús sin previo aviso. Al llegar, Des observa que su camiseta es ahora del número 19 en lugar del 9. Además, cuando Des intenta lanzar la pelota para ganar puntos, el mismo gato aparece caminando por el campo, y Des tiene miedo a los gatos. Ante esta situación, Zakumi y Jodi deciden solucionar el problema del número 19 para que sea reemplazado por el 9. | 19 de junio               | 25 de junio                         |
| 006                  | Achilles Heel Talón de Aquiles                                                  | En el autobús, Wikus comienza a asustarse y a gritar a causa de una araña. La señorita Dickinson vio a Wikus aterrado, pero solamente miró un campo para comer. Durante la comida, al señor Walter no le gusta el pan con espinacas, por lo que la señorita Dickinson le da de comer en la boca. Después de comer, mientras todos entrenaban y practicaban, el señor Gus conversa con el señor Walter. Wikus se enfada al considerarse el peor jugador. Antes de ir al estadio, Zakumi busca a Wikus para explicarle que no debe pensar que es el peor jugador ni ser tan pesimista. Una vez comenzado el partido, Wikus se enfada al jugar mal, tropezando y cayéndose sobre Des. Zakumi trata de solucionar el problema del pesimismo de Wikus. | 19 de junio               | 25 de junio                         |
| 007                  | Charity Match Un partido benéfico (LA/ES)                                       | Los Speedster Twisters disputan su primer partido benéfico y desean ofrecer al público el mejor espectáculo de fútbol posible. Sin embargo, Thabo y Dingane sospechan que su padre espera un gol de ellos. ¡Después de todo, su padre, un exfutbolista, organizó el encuentro! No obstante, los muchachos están gravemente equivocados y su juego pone en peligro el éxito de su equipo. | 19 de junio               | 26 de junio                         |
| 008                  | A New Recruit Una nueva recluta (LA), La nueva recluta (ES)                     | Pete enferma, y la señorita Dickinson lo lleva al hospital para que sea diagnosticado. Mientras tanto, el señor Walter reemplaza a Pete con Marvin, un compañero más alto. Pete se pone nervioso al pensar que Marvin podría ser mejor que él. Por su parte, Zakumi decide idear un plan para que Pete pueda participar en el partido a pesar de su enfermedad. | 19 de junio               | 26 de junio                         |
| 009                  | Don't Be Fooled by Appearances No ser engañado por las apariencias (LA/ES)      | El equipo de fútbol de Zakumi llega a una famosa escuela deportiva. Cuando el capitán del equipo contrario se hace pasar por fanático de los Speedsters, Sonny, con cierta arrogancia, revela sus tácticas. Los oponentes utilizan esta información para debilitar el rendimiento del equipo de Zakumi. | 26 de junio               | 26 de junio                         |
| 010                  | Beach Soccer Fútbol playa (LA), Fútbol en la playa (ES)                         | Los Speedsters se reúnen para un partido amistoso en la playa y se enfrentan a un gran desafío: ¿cómo se juega en la arena? Cuando los consejos del señor Walter no resultan útiles, Jodi consulta a un viejo pescador. Sin embargo, el entrenador de los Speedsters desestima rápidamente sus sugerencias. | 26 de junio               | 2 de julio                          |
| 011                  | Show-Off Presumido (LA), Presumir (ES)                                          | En este episodio, Zakumi firma un contrato de publicidad televisiva y no le cuenta a nadie al respecto. Desafortunadamente, la fecha de grabación coincide con un partido. Zakumi tiene que decidir qué es más importante para él. | 26 de julio               | 2 de julio                          |
| 012                  | Scientific Touch Toque científico (LA/ES)                                       | Los Speedster Twisters llegan a la fase de los dieciseisavos de final. El entrenador, el señor Walter, desea pedir consejo a su mentor, quien lamentablemente se encuentra ausente. Cuando tiene una pesadilla en la que su equipo pierde, su espíritu de lucha parece desvanecerse por completo. | 26 de julio               | 2 de julio                          |
| 013                  | The Great Divide La gran división (LA), La grieta (ES)                          | Por aburrimiento, Zakumi y su equipo deciden jugar un partido de entrenamiento. Sin embargo, incluso con el equipo dividido, surge el descontento, lo que perturba el espíritu de equipo. El próximo partido está a la vuelta de la esquina. | 3 de julio                | 3 de julio                          |
| 014                  | A Second Chance Una segunda oportunidad (LA/ES)                                 | Los Speedster Twisters pierden por poco el partido contra los Smart Ducks, pero tienen un golpe de suerte: gracias al juego limpio de Jodi, el equipo tiene una segunda oportunidad en un partido extra. Sin embargo, Jodi parece estar completamente agotada para el partido. | 3 de julio                | 3 de julio                          |
| 015                  | A Cut Above the Rest Un corte del cabello (LA), Una historia peluda (ES)        | Jin está muy orgulloso de su pelo largo. Sin embargo, como portero, le falta la crucial "visión" en los partidos. Como resultado, encaja dos goles en la primera parte contra los Durbees. Zakumi tiene una ventaja en el último minuto. | 3 de julio                | 3 de julio                          |
| 016                  | The 7-a-side Tournament El torneo de 7 en 7 (LA), El partido de 7 contra 7 (ES) | Se supone que Des asistirá a otra escuela en la lejana Pretoria el próximo año. Por casualidad, durante un torneo, conoce al portero Charlie, quien ya asiste a la escuela. Se hacen amigos, lo que lleva a Sonny a sospechar que la lealtad de su compañero ya no está completamente con los Speedster Twisters. | 3 de julio                | 9 de julio                          |
| 017                  | The Selector El selector (LA/ES)                                                | Gran entusiasmo entre los Speedster Twisters: un cazatalentos de la selección juvenil nacional quiere ver el próximo partido. Cuando Des se entera de que el señor Clark viene principalmente por él, quiere actuar como un verdadero profesional. Pero las cosas salen mal. | 10 de julio               | 9 de julio                          |
| 018                  | The Mentor El mentor (LA/ES)                                                    | Los Speedster Twisters han llegado a los 16 equipos finalistas. El entrenador Walter quiere pedirle consejo a su mentor, quien lamentablemente se encuentra ausente. Cuando tiene una pesadilla en la que su equipo pierde, su espíritu de lucha parece desvanecerse por completo. | 10 de julio               | 9 de julio                          |
| 019                  | The Championship Part 1 El campeonato parte 1 (LA), La copa (ES)                | Los Speedster Twisters han llegado a la final. Llenos de energía, se preparan para el partido decisivo. Pero entonces descubren que su rival son los Johannesburgo Titans, físicamente superiores. Todo el equipo está paralizado por el miedo y encaja tres goles en la primera parte. | 11 de julio               | 10 de julio                         |
| 020                  | The Championship Part 2 El campeonato Parte 2 (LA), La copa parte 2 (ES)        | Los Speedster Twisters van perdiendo 3-0 al descanso contra los Johannesburgo Titans. La desesperación se extiende por el equipo, y los jugadores ya piensan en hacer las maletas. Zakumi tiene una idea, pero ¿será lo suficientemente buena como para darles a los Speedster Twisters la oportunidad de hacer posible lo aparentemente imposible?. | 11 de julio               | 10 de julio                         |

## Producción

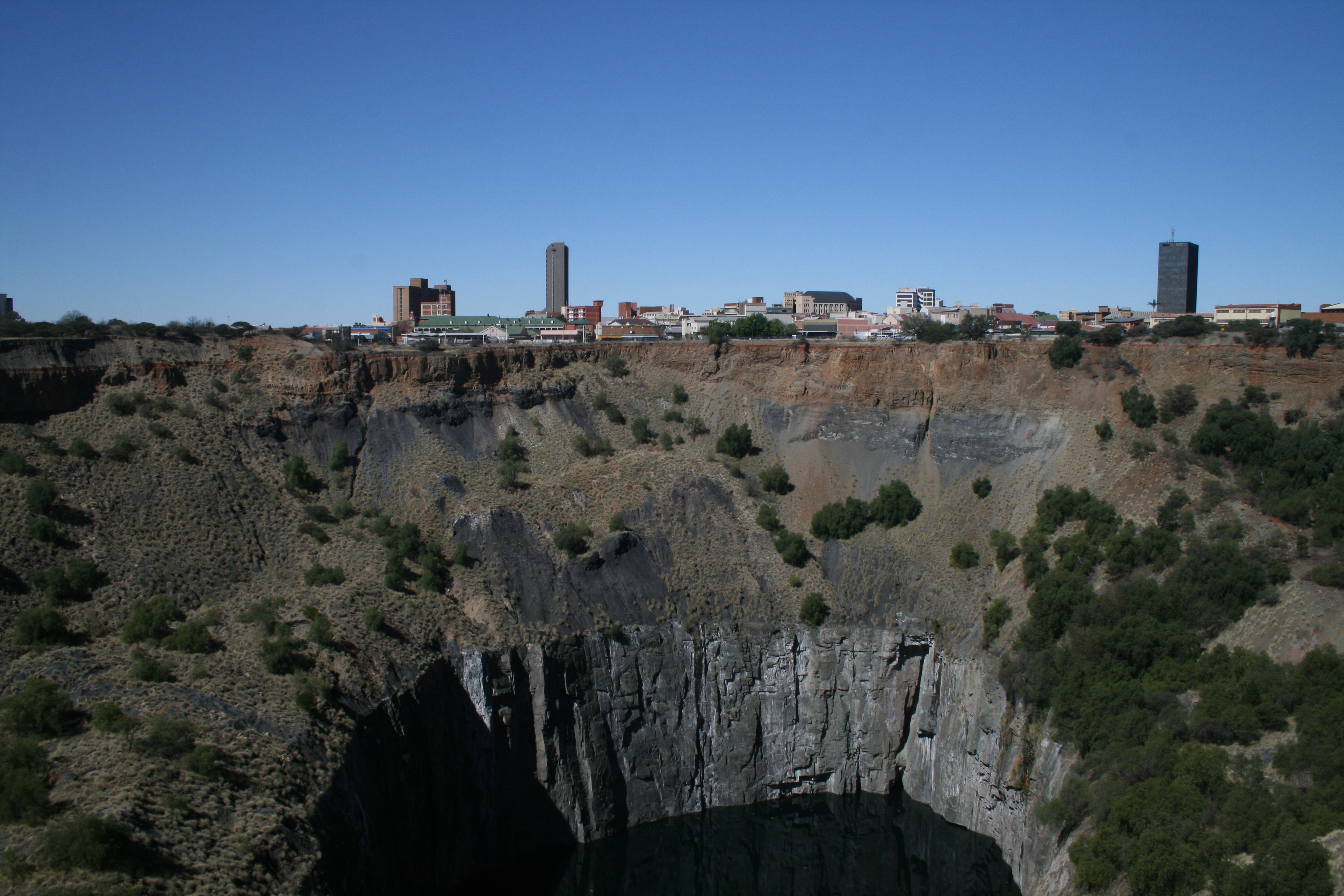
Escena real de Big Hole donde usaron al episodio 13 de la serie

### Inicios de la producción
En 2009, la FIFA colaboró con las empresas Jidou Studios, Peppermint y Xeopex para producir la serie. Primero, Jidou Studios aceptó esta participación y produjo la serie animada en una combinación de dibujo animado y anime, incluyendo escenas en 3D en cada episodio. Segundo, el doblaje fue realizado por Creative Fuzion Entertainment en Kuala Lumpur, Malasia. Finalmente, la serie se estrenó en junio de 2010 durante la Copa Mundial Sudáfrica 2010.
La producción de la serie comenzó en 2009 y finalizó en abril de 2010. Según el director de Jidou Studios, la serie sería la mejor animación de su estudio. Su doblaje fue grabado en Malasia, y también se solicitó ayuda a estudios internacionales como Peppermint en Alemania y Xeopex en Francia.

### Entrevista
Un reportero hongkonés realizó una entrevista al director del estudio, cuyo video se puede encontrar en YouTube. En ella, el director mencionó que la serie tuvo un presupuesto de 4.5 millones de dólares para sus 20 episodios.

### Doblaje
El doblaje original se realizó en Kuala Lumpur, Malasia, por el estudio de doblaje Creative Fuzion Entertainment para el idioma inglés.

### Doblaje hispanoamericano
Para Hispanoamérica, el doblaje se llevó a cabo en México, por el estudio de doblaje SDI México (ahora Iyuno México).[cita requerida]
Los actores de voz en México son:
- Héctor Gámez - Zakumi
- Sebastián Llapur - Des
- Isabel Martiñón - Sonny
- TBA - Jodi
- TBA - Pete
- TBA - Kamal
- TBA - Jin
- TBA - Thabo y Dingane
- TBA - Wikus
- TBA - Benny
- TBA - Señor Walter
- TBA - Señorita Dickinson
- TBA - Señor Gus

### Doblaje Quechua
La serie cuenta con un doblaje en Quechua, dirigido a los hablantes de esta lengua originaria en Perú y Bolivia.[cita requerida]

### Doblaje en español castellano
En España, el doblaje se realizó en Madrid.[cita requerida]

## Estreno
La serie fue emitida tanto en canales de televisión abierta como en canales de televisión de pago como Cartoon Network.
Su estreno en Sudáfrica fue el 10 de junio de 2010, a través del canal estatal SABC 1. En Portugal, se emitió el 12 de junio de 2010 por Canal Panda. En España, el 12 de junio por Clan, Telecinco y Cartoon Network España. En Reino Unido, el 18 de junio. En Alemania, el 12 de junio por Tele 5. En el Sudeste Asiático, el 16 de junio por Cartoon Network Asia. En los Estados Unidos, el 11 de junio por Cartoon Network y el 4 de julio por Kabilion. Finalmente, en Latinoamérica, el 18 de junio de 2010 por Cartoon Network.
Latinoamérica
En Latinoamérica, fue emitida por Cartoon Network y también por canales de televisión abierta, al igual que en el resto del mundo.
En México, se emitió por Canal 5 (lunes a jueves a las 2:00 PM y sábados (repetición) 9:00 AM), mientras que Cartoon Network emitió la serie el 18 de junio en todas las señales de Latinoamérica. Después del último episodio de la serie, fue reemplazada por Hora de Aventura.
En Perú, se emitió por 2 canales: TV Perú emitía de lunes a viernes por las mañanas, y América Televisión emitió la serie todos los sábados a las 9 de la mañana.
En Chile, se emitió por Canal 13 los sábados y domingos a las 11:00 AM. Mientras que en Cartoon Network se emitió desde el 18 de junio.
En Argentina, se emitió por Televisión Pública de lunes a viernes por las mañanas.
En Colombia, se emitió por Señal Colombia de lunes a viernes a las 10 de la mañana.
En Brasil, se emitió a través de Rede Globo y SBT.